# エルヴィシー
『エルヴィシー』（Elvissey）は、ジャック・ウォマックの長篇小説。1993年発行。ウォマックによる「アンビエント」シリーズ（「ドライコ」シリーズとも呼ばれる）の第4作。
フィリップ・K・ディック賞を受賞。日本では未訳。

## 概要
結婚している黒人女性を語り手にすえ、環境汚染、新興宗教、人種差別などをテーマにウォマック流の悲喜劇が描かれる。語り手は、これまでの作品に比べると地位が低く不安定な身の上にあり、結婚生活のすれ違いや妊娠、仕事上の対立、暴力や薬物の恐怖などの重圧にさらされることになる。
シリーズ6部作を時系列に並べると5番目にあたる作品。最初にあたる『ランダム・アクツ・オブ・センスレス・ヴァイオレンス』は1998年が舞台であり、その約35年後が想定されている。『アンビエント』でわずかに登場したエルヴィス崇拝が一大勢力となっている。

### キーワード
ドライコ（Dryco）
アメリカを支配する多国籍企業。1990年代の経済危機とキリスト教の失墜を機会に世界各地に拡大し、本作品の時代は、ブロンクスに本社がある。温暖化と汚染が進んだ世界における新方針として、再善化（regood）を進行中。再善化をとげたと見なされた者だけが、ブロンクスの新都市への居住を許される。その一方でマンハッタンは、選ばれなかった者たちの住処として見捨てられつつある。
E教会（Chirch of E）
エルヴィス・プレスリーを救世主とし、彼の復活を願う教団。数百万人の信者がおり、多数の分派が存在する。 "Elcon" という大集会では、信者たちが男女や人種を問わずエルヴィスに扮してお祭り騒ぎを繰り広げる。
もうひとつの世界
過去の地球に似ているが、別の経過をたどった世界。人種差別が激しく、アメリカはヒトラー暗殺後のナチス・ドイツと和平を結び、日本には多数の原爆が落とされている。『テラプレーン』での事件の影響で、スターリンは行方不明。また、ウァレンティノス派をはじめとするグノーシス主義の信仰が存続してもいる。本作品ではエルヴィス・プレスリーがデビューする1954年にあたり、ドライコはエルヴィスを捕獲する「E計画」を企てる。

## 主な登場人物
イザベル・バニー（Isabel Bonney）
本作品の語り手。ドライコにつとめる秘書。愛称はイズ（Iz）。若い頃は生きるために暴力をふるったこともある。マンハッタンに暮らす自分と夫の将来を案じ、より良い生活を得るため極秘のE計画に志願する。黒人系だが、任務のために薬物を服用し、肌や瞳を白人のように変える。
ジョン・バニー（John Bonney）
ドライコの元保安部長。イザベルの夫。保安部が解体されてからは、生き甲斐をなくして薬物治療を受け、かつて上司のジェイクから受け取った『刃生』を読みふけっている。保安部時代に身体にインプラント手術を受けている。
ミスター・オマリイ（Mister O'Malley）
ドライコの経営者。ドライデン一族を殺して現在の地位についたとされる。すでに絶えたと思われているアンビエントたちの言葉を話す。
ジュディ（Judy）
ドライコの幹部。イザベルの幼なじみで現在は上司にあたる。オマリイの言葉を理解する数少ない人間で、彼の共同経営者のようにドライコを仕切っており、マダム（Madam）とも呼ばれる。E計画には反対しており、イザベルの身を案じる。
イーニッド（Enid）
ミスター・オマリイの姉。
レヴァレット（Leverett）
ドライコの幹部。新規プロジェクトを担当しており、E計画の責任者。サッチャー・ドライデンの時代からドライコにつとめ、現在66歳。目的達成のためなら手段を選ばない性格で、イザベルを利用する。ジュディとの仲は険悪。
ルーサー・ビガースタッフ（Luther Biggerstaff）
ドライコの元幹部。退役将軍。もうひとつの世界へ行った経験を持ち、失踪直前までのジェイクを知る。
ワンダ（Wanda）
ルーサーの妻。もうひとつの世界から来た人間。
エルヴィス・プレスリー（Elvis Presley）
歌手志望の青年。ドライコの世界では E とも呼ばれて救世主扱いされており、E計画の標的にされてしまう。ジミー・ロジャーズやディーン・マーティンの音楽を好む。もうひとつの世界では、ウァレンティノス派を信仰している。
ゴグマゴグ・セントジョン・ブラムホール・マロイ（Gogmagog St. John Bramhall Malloy）
ドライコ・イギリス支社のスタッフ。熱帯と化したロンドンでイザベルたちをサポートする。ドライコ社員としては珍しい喫煙者。口の端から耳まで届くような傷跡がある。両親がニューエイジに傾倒していたため、このような名前にされた。ちなみに姉妹の名はCropcircle。
ターニャ（Tanya）
芸術家。特殊な作風によってジュディの後援を受けている。
アリス（Alice）
ドライコの人工知能。オマリイとはアンビエント語で会話ができる。

## あらすじ
イザベルとジョンは、ドライコが極秘に進める「E計画」のために前世紀の言葉と歴史を学習する。計画の目的は、別世界にいる青年時代のエルヴィスを捕獲して救世主に仕立てあげ、エルヴィス信者たちを懐柔することだった。目的地は、奴隷制が長引いたために黒人のイザベルにとって危険な世界だが、彼女は夫との絆を取り戻し、新たな生活をはじめるために志願した。
イザベルは、ジュディに反対されつつも、素性をかくすために薬物で白人のように変わる。彼女は副作用を心配するが、上司のレヴァレットは取り合わない。イザベルとジョンはロングアイランドにある「扉」を通って別世界へ到着し、ついにメンフィスでエルヴィスと会う。しかし、イザベルの予想以上に粗暴なエルヴィスは、2人に銃を突きつける。
イザベルとジョンは、危ういところでエルヴィスを連れて帰還した。しかし、彼はイザベル以外には打ち解けようとしない。やがてイザベルは懐妊を知るが、精神が悪化する一方のジョンは自分の子だと信じなかった。さらに、薬物の副作用でイザベルは倒れ、自分が騙されていたことを知る。ロンドンでE教会の大集会が近づくなか、ジョンは死を求め、イザベルは自らの生命の不安に加えてエルヴィスとドライコの間で苦悩する。

## 年表
以下は、シリーズ6作の記述をもとに本作品の出来事を年表にしたもの。特に1998年以降については、数年のずれが生じている可能性あり。ページ数はGrove press版ペーパーバックによる。

### ドライコの世界の出来事
- 3世紀：グノーシスのウァレンティノス派が活動
- 3世紀：マニ教誕生
- 6世紀：グノーシスの影響を受けたキリスト教のパウロ派が中東に誕生
- 10世紀：ボゴミル派がブルガリアで信仰される
- 12世紀中期 - 後期：アルビ派（カタリ派）誕生
- 1181年：アルビ派が異端の宣告を受ける。第1回アルビジョア十字軍(p198)
- 13世紀：アルビ派絶滅(p198)
- 1935年1月8日（火）：エルヴィス・プレスリー誕生。一卵性双生児の弟であり、兄のジェシー・ギャロンは誕生時に死亡。
- 1938年9月29日：ミュンヘン協定
- 1939年9月1日（火）?：ナチス・ドイツ、ポーランドへ侵攻
- 1939年9月3日?：英仏、ドイツに宣戦布告。第二次世界大戦始まる
- 1939年10月12日?：イギリス、ドイツとの和平を拒否
- 1940年8月20日（火）：トロツキー、亡命先のメキシコにて暗殺される
- 1944年7月6日（木）：D-Day。ノルマンディー上陸作戦(p188)
- 1944年7月20日（木）：ヒトラー暗殺、未遂に終わる
- 1945年8月6 - 9日：アメリカ軍、広島と長崎に原爆を投下
- 1945年8月15日（水）：太平洋戦争終結
- 1945年：リチャード・S・シェイヴァーによる「シェイバー・ミステリー」始まる
- 1953年4月：エルヴィス、ジミー・ロジャーズの記念イヴェントに出場、ブーイングを受け退場
- 1953年7月：エルヴィス、記念録音を手がけるメンフィス・レコーディング・サーヴィスにてアセテート盤を録音
- 1954年7月：エルヴィス、サン・レコードでデモ・テープの仕事をする
- 1954年6月：エルヴィス、サン・レコードで初レコーディング
- 1963年8月28日（水）：フィリップ・ランドルフ、キング牧師らによるワシントン大行進
- 1967年：レヴァレット誕生(p47)
- 1977年8月16日（火）：エルヴィス死亡
- 1989年?：イザベル・バニイ誕生(p126)
- 199?年：イザベルとジュディ、ワシントン・ハイツで共に育つ(p24)
- 1998年11月30日（月）：ジョアナ、自殺?(p50)
- 2001年?：レヴァレット、新規プロジェクト担当になる(p47)
- 200?年：バーナード殺害される?(p50)
- 2010年?：オマリイとジュディ、ドライデン一族を殺害(p257）
- 2010年?：マロイ、ニューヨークへ行く(p257）
- 2013年：E計画以前、イザベルが最後にオマリイを目にする(p38)
- 2016年：ジョン、ジェイクから "Knifelife" を授かる(p17)
- 2016年：イザベルとジュディ、ロンドンを訪問(p256)
- 2016年：イザベルとジョン結婚(p126)
- 2017年：ターニャ、ダイアンに会う(p215)
- 201?年：マキャフリイ派の教義が一般にも広まる(p42)
- 20??年：ドライコ、再善化計画を開始
- 20??年：ドライコ、アリョーヒン装置の開発に成功
- 2021年：マロイ、バルセロナからロンドンに帰還(p256）
- 2021年：イザベルとジョン、アッパー・イーストのアパートで生活(p173）
- 2030年?：E計画開始(p)
- 2030年11月?：ジュディ、ロンドン支社でメラウェイを開発させる(p311)
- 2030年12月?：イザベル、メラウェイの服用開始(p36)
- 2031年X-8日?：イザベルとジョン、スラングラボで発音学習(p8)／イザベルとジョン、モラ教授のもとで歴史学習。平行世界のラジオを聞く(p15)／胎児芸術を目にする(p22)
- 2031年X-7日?：イザベル、ジュディに会う(p33)／オマリイとイーニッドに会う(p38)／診察(p44)／レヴァレットに会う(p47)／ルーサーとワンダに会う(p52)
- 2031年X-1日：イザベルとジョン、Eの調査(p61)／計画で使うハドソン・ホーネットの下見(p62)
- 2031年X日：イザベルとジョン、転移(p80)
- 2031年X+2日：イザベルとジョン、Eを連れて帰還(p162)／モンテフィオーレ病院に入院(p163)
- 2031年X+6日：イザベル、退院(p163)
- 2031年X+7日：イザベル、E計画への参加継続を頼まれる(p170)／イザベル、Eに会う(p172)／ジュディとランチ(p177)／ジョンに誤解される(p191)
- 2031年X+21日：Eと会う(p192)／Eに関する会議(p196)
- 2031年X+2?日：イザベル、診察(p202)
- 2031年X+28日?：イザベル、Eに会う(p203)／レヴァレット登場(p207)／E、ロンドンへの歌を唱う(p211)／イザベル、ターニャと会う(p213)／イザベル、倒れる(p221)
- 2031年X+29日?：イザベル、手術(p224)
- 2031年X+33日?：ジュディ、イザベルを見舞う(p224)／メラウェイの危険を話す(p227)／元保安部のハーヴェイ、地下鉄で自殺(p238)
- 2031年X+34日?：イザベル、レヴァレットを問いただす(p228)／Eに会う(p232)／ジョンと話す(p238)
- 2031年X+35日?：イザベル達、レヴァレットと口論(p242)
- 2031年11月4日（金）：イザベル、ロンドン到着。マロイと会う(p251)／E達と合流(p260)／Elcon(p268)
- 2031年11月5日（土）：ガイ・フォークスの日(p263)／イザベル、マロイと食事(p277)
- 2031年11月6日（日）：イザベル、ハリソン医師に会う(p286)／Elcon(p291)／イザベル達、転移(p300)
- 2031年11月7日（月）：E計画終了、イザベル解雇(p308)／ジョン死亡(p318)

### パラレルワールドの出来事
- 3世紀?：グノーシスのウァレンティノス派活動 (p198)
- 6世紀：グノーシスの影響を受けたキリスト教のパウロ派が中東に誕生
- 10世紀：ボゴミル派がブルガリアで信仰される
- 12世紀中期 - 後期：アルビ派（カタリ派）誕生
- 13世紀?：ウァレンティノス派、パウロ派、アルビ派が存続する (p198)
- 1935年1月8日（火）?：E誕生
- 1938年9月30日?：ミュンヘン協定？
- 1939年6.16.金：スターリン失踪 (p187)
- 1939年?：トロツキー、メキシコからソヴィエト連邦へ帰還 (p187)
- 1939年9月1日?：ナチス・ドイツ、ヨーロッパ各地へ侵攻 (p187)
- 1939年9月3日?：英仏、ドイツに宣戦布告。第二次世界大戦始まる
- 1939年10月12日?：英独の和平 (p187)
- 193?年：Eの父、刑務所入り (p127)／Eと母、メンフィスへ引っ越す (p127)
- 1939年9月?：ドイツ、ソ連へ進軍 (p187)
- 1941年：真珠湾攻撃。ウィルキー米大統領、日本と交戦開始 (p187)
- 1942年：フィリップ・ランドルフによる黒人暴動 (p188)
- 1942年：ロバート・モーゼス、連邦州間道路網の建設を企画 (p91)
- 1944年7月6日（木）?：D-Day。ノルマンディー上陸作戦 (p188)
- 1944年7月20日（木）?：ヒトラー暗殺成功 (p188)
- 1944年：マクナリー米大統領、シュペーア独首相と停戦 (p188)
- 1945年8月：アメリカ軍、東京や京都など14発の原爆を日本に投下。太平洋戦争終結 (p188)
- 1945年?：アメリカ政府、ナチスの専門家を招いて黒人の管理を開始 (p188)
- 1945年?：リチャード・S・シェイヴァーによ「シェイバー・ミステリー」始まる
- 194?年：IG・ファルベン、アメリカに施設を建設。空飛ぶ円盤を製造 (p130)
- 1953年：E、ジミー・ロジャーズ記念イヴェントに出場、ブーイングを受け退場 (p128)
- 1954年5月8日（土）：イザベルとジョン、転移 (p80)／地図と歴史書を買う (p88)／モーテルに泊まる (p104)
- 1954年5月9日（日）：イザベルとジョン、メンフィスへ (p108)／E、ハンク・ウィリアムズのレコードを母に贈ったのがもとで喧嘩になり、母を射殺 (p132)／イザベル、Eと会う (p111)／E、イザベルに運転させる (p118)／E、デロについて話す (p130)／E、レストランで殺人 (p135)／イザベル、黒人を目撃 (p136)／イザベル、Eに襲われる (p149)／パトロール登場 (p150)／ジョン、パトロールを殺す (p154)／イザベル達、帰還 (p161)
- 1955年?：ドイツ、再びロンドンを攻撃 (p301)
- 1955年2月?：イザベル達、戦火のロンドンに転移 (p300)／Eは残る (p304)

## シリーズの他作品との関連
シリーズ作品を時系列に沿って並べると、以下のようになる。
1. ランダム・アクツ・オブ・センスレス・ヴァイオレンス（Random Acts of Senseless Violence）
  - 若き日のイザベルとジュディが登場。
2. ヒーザーン（Heathern） - 1.の約半年後
  - レヴァレットが語った、ジョアナやライブスンなど過去のドライコ社員たちが登場。
  - 本作品でマキャフリイ派と呼ばれる教えが、レスターによって語られる。
  - イザベルの入院先と同じ場所と思われるモンテフィオーレ病院が登場。ドライコ社員が入院している。
3. アンビエント（Ambient） - 2.の約13年後
  - 若き日のオマリイとジュディが登場。本作品で、オマリイがジュディに対してAvalonと呼びかけていることから、ジュディがかつてアヴァロンという名の女性であるとわかる。
  - オマリイの言葉遣いに影響を与えたアンビエントたちが登場。
  - ジュディが語っていた、サッチャーやジュニアなどドライデン一族が登場。
  - イザベルたちが乗ったハドソン・ホーネットが、サッチャー・ドライデンのコレクションとして登場。
  - 大勢力となる前のE教会が登場。サッチャー・ドライデンによって礼拝が行なわれている。
  - 本作品でマキャフリイ派と呼ばれる教えが、アンビエントたちによって語られる。
  - イザベルが手にしていたマキャフリイ派の本と同じ題名の『ジョアナの幻視』（Visions of Joanna）が、アンビエントたちに使われている。しかし、完全に同じ内容かどうかは不明。
4. テラプレーン（Terraplane） - 3.の約4年後
  - ルーサーがパラレルワールドへ行ったいきさつが語られる。
  - ジョンの上司だったジェイクが登場。
  - 本作品で世界間の移動に使われるアリョーヒン装置の原型が登場。
  - ルーサーとワンダの出会いが語られる。
  - ルーサーがアルビ派聖書を目にし、パラレルワールドのグノーシスについて知る。
  - スターリンがパラレルワールドから失踪したいきさつが語られている。
  - 最終章のルーサーの語りは帰還後20年後であり、本作品の後にあたる。
5. エルヴィシー（Elvissey） - 本作品：4.の約16年後
6. ゴーイング、ゴーイング、ゴーン（Going, Going, Gone） - 5.の約14年後
  - イザベルとジュディのその後が明らかになる。